# Auguste de Montferrand
Auguste de Montferrand (Trocadéro, 23 de janeiro de 1786 — São Petersburgo, 10 de julho de 1858) foi um arquiteto neoclássico francês que trabalhou na Rússia.

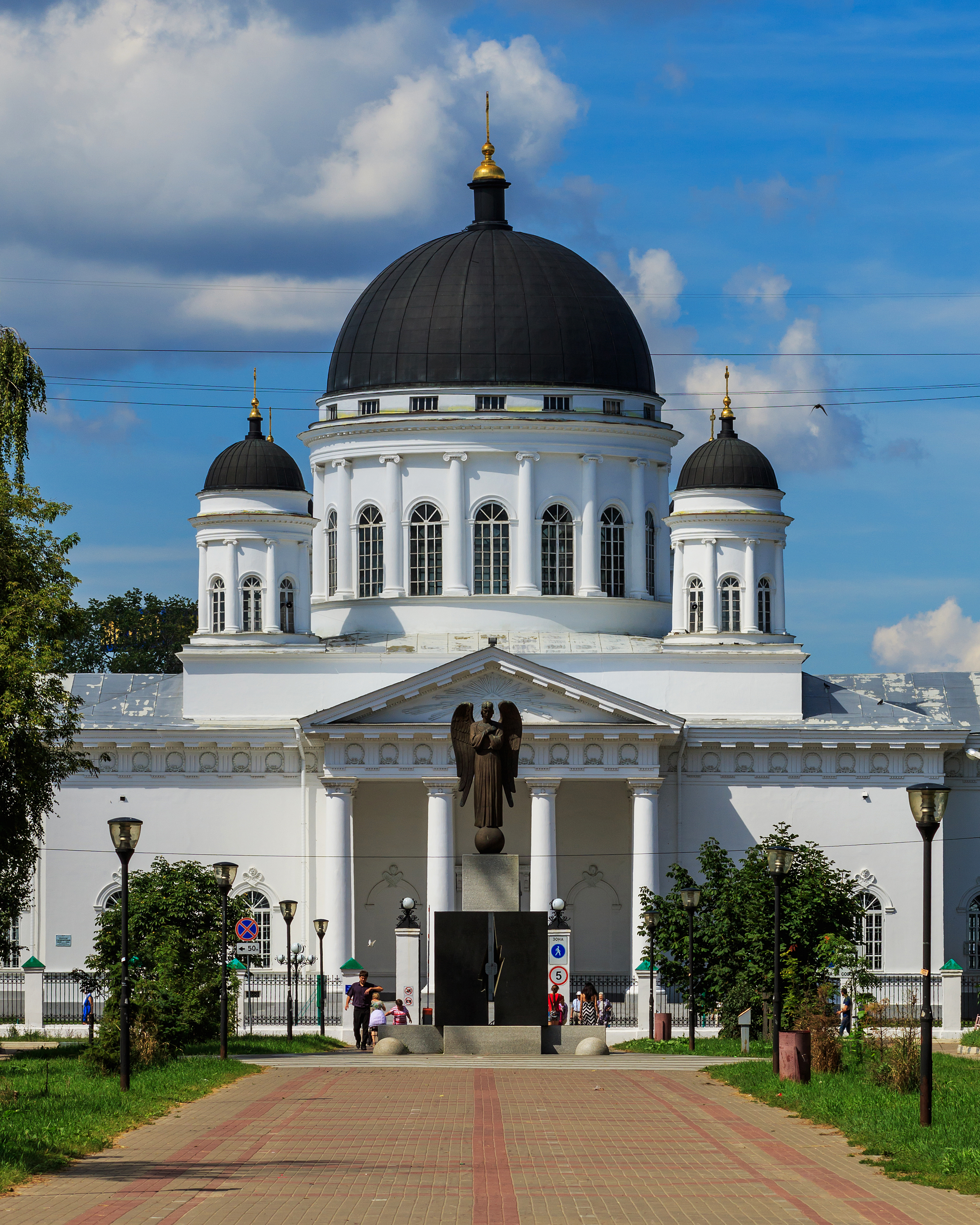
Catedral do Salvador (Feira Antiga), Nizhny Novgorod

## Vida
Montferrand é um arquiteto famoso na Rússia por ser autor de diversas obras arquitetônicas importantes, como a Catedral de Santo Isaac (1818-1858) e a Coluna de Alexandre, ambas em São Petersburgo. Santo Isaac correspondeu às aspirações do czar e às ambições do arquiteto que desejava que a catedral pudesse ser comparada com as mais sumptuosas de todas, como a de São Pedro em Roma e São Paulo de Londres.
Segundo Catherine Chatin, «o francês Auguste Montferrand foi o arquiteto mais importante do neoclassicismo tardio, chamado na Rússia de "baixo classicismo", e o fundador do ecletismo». A Catedral de Santo Isaac é um indicativo da evolução da arquitetura na Rússia no século XIX, com seu uso ousado de estruturas metálicas e arquitetura influenciada pelo orientalismo e pelo mourisco. Muitos documentos de próprio punho do arquiteto (aquarelas, desenhos, plantas, comentários, notas de trabalho...) foram preservados que permitem uma melhor compreensão de seu trabalho e julgamento de suas realizações.

## Projetos (seleção)
- Ginásio "Richelieu" em Odessa, 1817
- Edifício Lobanova Rostovskaya, São Petersburgo, 1817–1821
- Complexo Industrial da Feira de Nizhny Novgorod, 1817–1822
- Manege, Moscou, 1817–1825
- Edifício Kochubei, São Petersburgo, 1818
- Catedral de Santo Isaac, São Petersburgo, 1818–1858
- Catherine's Court, Paisagismo e Pavilhões do Parque, São Petersburgo, 1821–1823 (destruído)
- Palácio de Inverno, Restauração dos Murais, São Petersburgo, 1827–1828
- Pavilhão Ekaterinov Vokzal (Vauxhall), Parque Pavlovsk, São Petersburgo, 1823
- Túmulo de sua mãe Louise Fistion, Cemitério de Montmartre, Paris, 1823
- Túmulo do arquiteto e general Agustín de Betancourt, Cemitério Smolenskoye, São Petersburgo, 1824
- Coluna do czar Alexandre I, São Petersburgo, 1832–1836
- Estátua equestre do czar Nicolau I, São Petersburgo, 1856–1858

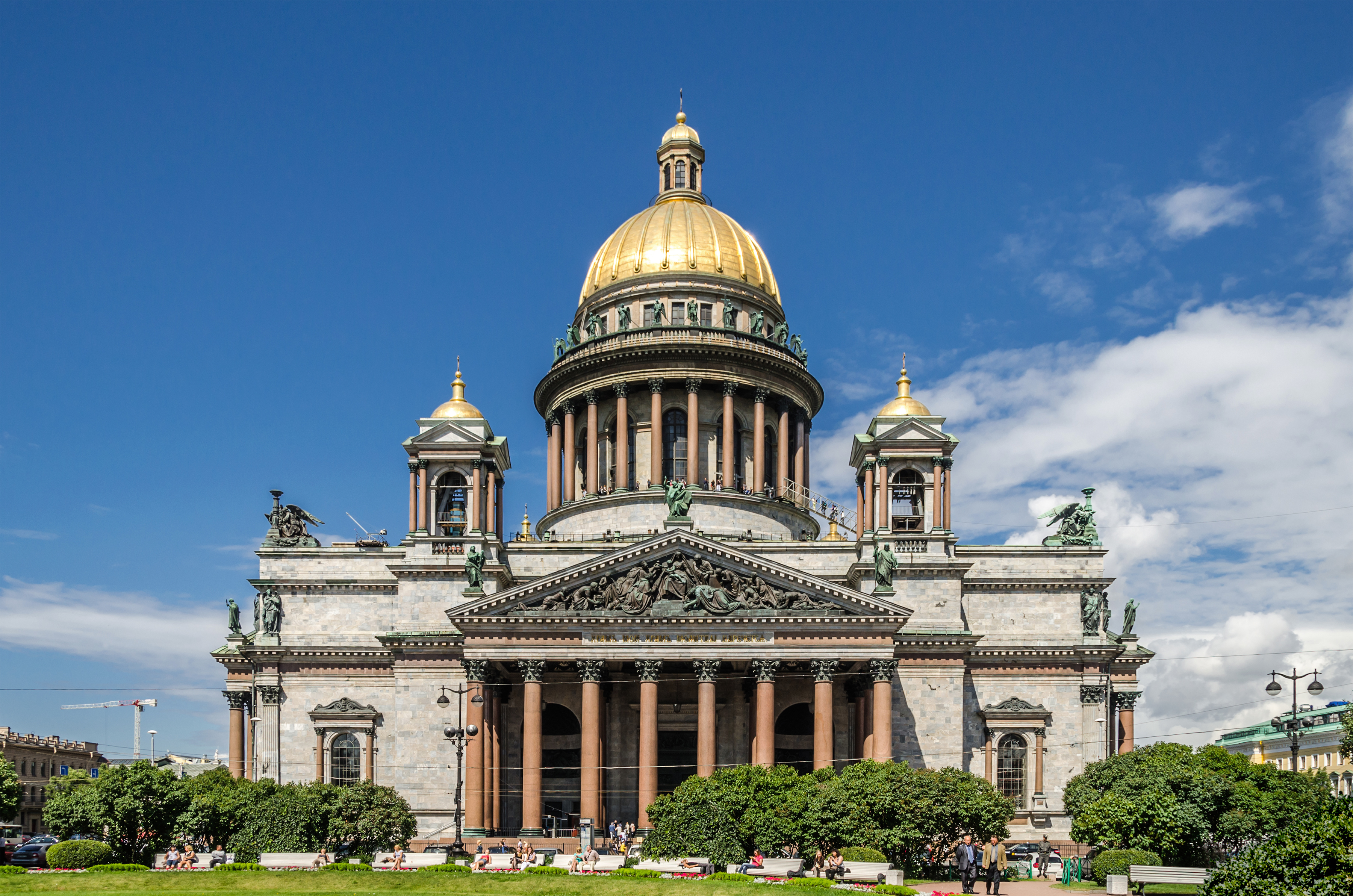
St.Isaac's

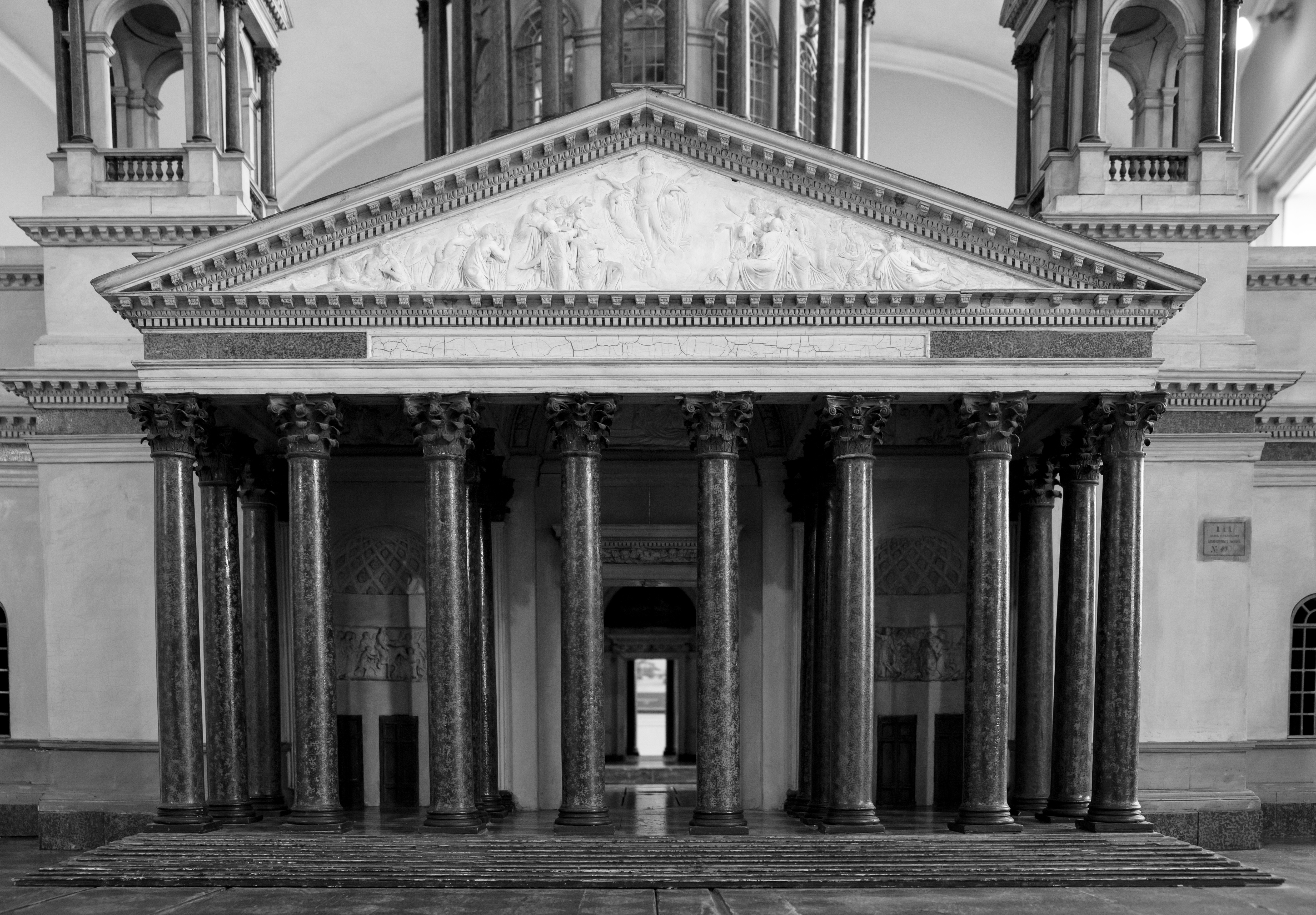
Modelo de design da Catedral de Santo Isaac, 1818–1821, projetado por Montferrand, madeira, gesso, metal, tinta a óleo, douramento, coleção da Academia de Artes de São Petersburgo

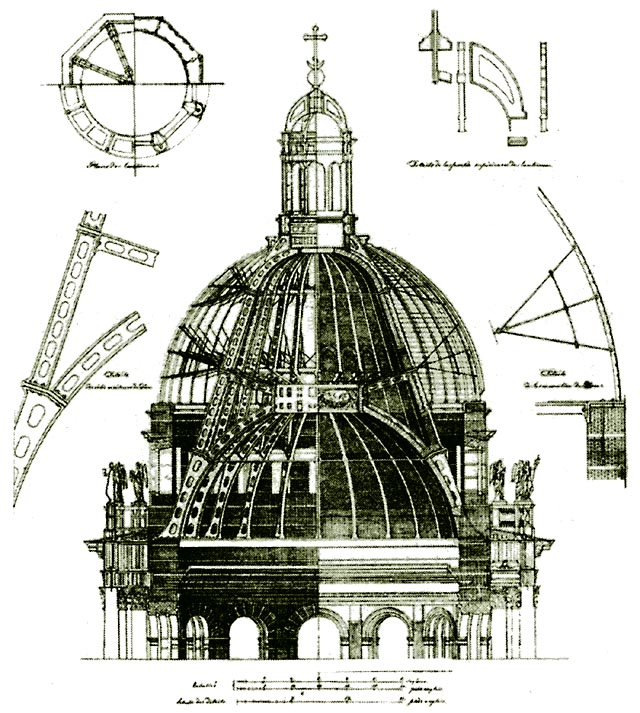
Estrutura de cúpula, 1838

## Outros projetos
| Projeto                                            | Localização                            | Construído                   | Notas                              |
| -------------------------------------------------- | -------------------------------------- | ---------------------------- | ---------------------------------- |
| Edifício Lobanova-Rostovskaya                      | São Petersburgo                        | 1817–1821                    | Mais tarde reconstruída.           |
| Casa Kochubei                                      | São Petersburgo                        | 1818                         | Reconstrução e interiores.         |
| Igreja doméstica dentro do edifício do Almirantado |                                        | 1821                         |                                    |
| Pavilhões de paisagismo e parques de Catherinehof  |                                        | 1821–1823                    | Demolido.                          |
| Casa Conde Litta                                   | São Petersburgo                        | 1833                         | Demolido.                          |
| Casa pessoal (mais tarde Casa Demidov)             | São Petersburgo                        | 1835                         | Demolido.                          |
| Demidov House (mais tarde Embaixada da Itália )    | São Petersburgo                        | 1836–1840                    | Interiores destruídos.             |
| Casa pessoal                                       | São Petersburgo                        | 1836–1846                    | Aterro Moika, 86.                  |
| Lerch House                                        | São Petersburgo                        | 1838                         |                                    |
| Casa pessoal                                       | Ilha Aptekarsky, São Petersburgo       | 1840                         |                                    |
| Interiores do Palácio de Inverno                   |                                        | 1827-1828 e anos posteriores |                                    |
| Tumba de Betancourt                                | Cemitério Smolensloye, São Petersburgo | 1824                         |                                    |
| Túmulo de Louise Fistioni                          | Cimetière de Montmartre, Paris         | 1823                         | Fistioni era a mãe de Montferrand. |